# Смит, Шони
Шо́ни Ребекка Смит (англ. Shawnee Rebecca Smith; род. 3 июля 1969, Оринджберг, Южная Каролина, США) — американская телеведущая, актриса, певица, автор песен и продюсер. Актёрскую карьеру начала в 1982 году сыграв эпизодическую роль в фильме «Энни». Наиболее известные фильмы и телесериалы с участием Шони Смит: «Капля» (1988), «Пила» (2004, 2005, 2006, 2009, 2010 и 2023), «Проклятие 3» (2009), «Втайне от родителей» (2008—2013) и «Управление гневом» (2012—2014).

## Ранние годы и образование
Шони Смит родилась 3 июля 1969 года, в региональной больнице Оринджберга, Южная Каролина, США. Она второй ребёнок Патрисии Энн (урожденная Смоук), которая работает медсестрой в онкологической больнице и Джеймса Смита — финансового планировщика и бывшего пилота ВВС, США.
Когда Шони исполнился один год, её семья переехала из Южной Каролины в Ван Найс, штат Калифорния. Родители Смит развелись позже, когда ей было два года и её мать снова вышла замуж, когда ей было восемь лет. Она посещала школу «Ranchito Avenue Elementary», в Панорама-Сити, Лос-Анджелес. А после училась в Северной Голливудской школе, которую окончила в 1987 году.

## Карьера

### Кино и телевидение
Шони Смит начала свою актёрскую карьеру, сыграв на сцене в постановке «A Christmas Carol» в возрасте 8 лет, а также снялась в нескольких театральных постановках с Ричардом Дрейфуссом в возрасте 15 лет. После она сыграла в оригинальной сценической постановке «Джиллиан на её 37-й день рождения» и получила премию «Drama-logue Awards», как «Лучшая актриса», став самой молодой актрисой того времени, получившей эту награду. Её телевизионный дебют состоялся в телесериале «McDonald’s», в эпизоде «Лучшие друзья» в 1978 году. 

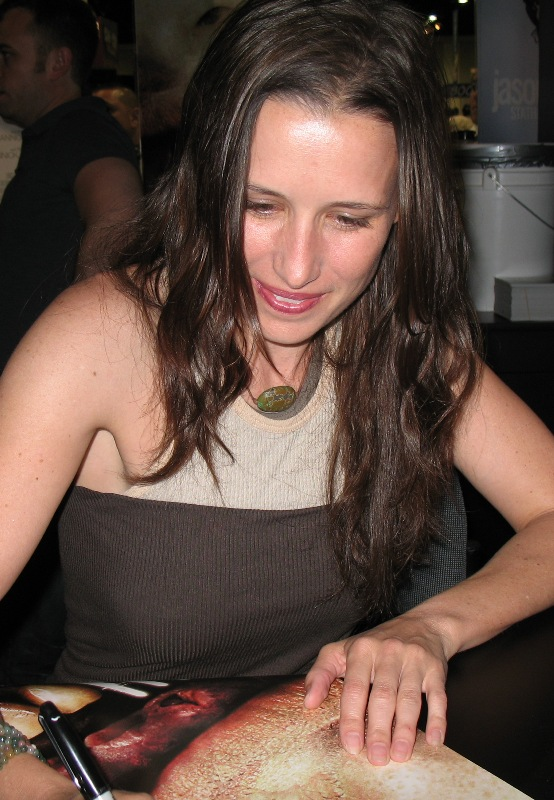
Шони Смит в 2006 году

Далее Шони присоединилась к составу киноактёров в возрасте девяти лет и исполнила свой кинодебют в художественном фильме Джона Хьюстона «Энни» (1982), который был снят по адаптации Бродвейского мюзикла. В 1985 году она сыграла проблемных подростков в мелодрамах «Не мой ребёнок» и «Невинное преступление». В 1987 году Смит снялась в фильме «Летняя школа», исполнив роль беременной студентки Ронды Альтобелло, а в следующем году снялась в ремейке фильма ужасов 1958 года (со Стивом МакКуином в главной роли) «Капля» (1988).
Смит также сыграла богатого подростка Никки Даунинг, которая помогает Гарри Крамбу (его сыграл Джон Кэнди), найти её похищенную сестру в фильме «Кто такой Гарри Крамб?» (1989). В том же году она снялась вместе с Дженни Гарт и Барбарой Иден в телесериале «Бренд новой жизни». В следующем году Шони снялась в драматическом фильме Майкла Чимино, «Часы отчаяния» (1990). Затем она взяла трехлетний перерыв в начале 1990-х годов прежде всего потому, что она уже переросла подростковые роли, и было трудно найти работу. Вскоре актриса получила небольшую роль в фильме, «Покидая Лас-Вегас» (1995) и после стала получать более крупные роли.
Одна из самых её известных ролей на телевидении, роль Линды Бекер в телесериале «Фирменный рецепт», в котором она приняла участие во всех 129 эпизодах с 1998 по 2004 год. Она также сыграла роль Джули Лоури в мини-сериале «Противостояние» (1994) и появилась в качестве официантки в мини-сериале «Сияние» (1997), основанных на романах Стивена Кинга. Смит также принимала участие в таких телесериалах как: «Серебряные ложки» (1982—1987), «Игроки» (1997—1998), «30 дней ночи: Прах к праху» (2008), «Закон и порядок: Лос-Анджелес» (2010) и «Мария» (2012). В 2003 году она озвучила персонажа Вивиан Портер в мультипликационном сериале «Ким Пять-с-плюсом» (2002—2007).

Большую известность Шони Смит принесла роль Аманды Янг в серии фильмов ужасов «Пила». После исполнения этой роли она получила титул «королева крика» из-за большого количества фильмов ужасов, в которых она снялась. Вскоре в DVD-комментариях выяснилось, что она была на четвёртом месяце беременности во время съемок фильма «Пила 2». Её беременность держалась в тайне от всех, кроме режиссёра Даррена Линна Боусмена. В своих комментариях он отметил, что Смит с воодушевлением случайно рассказала ему о беременности во время съёмок. 

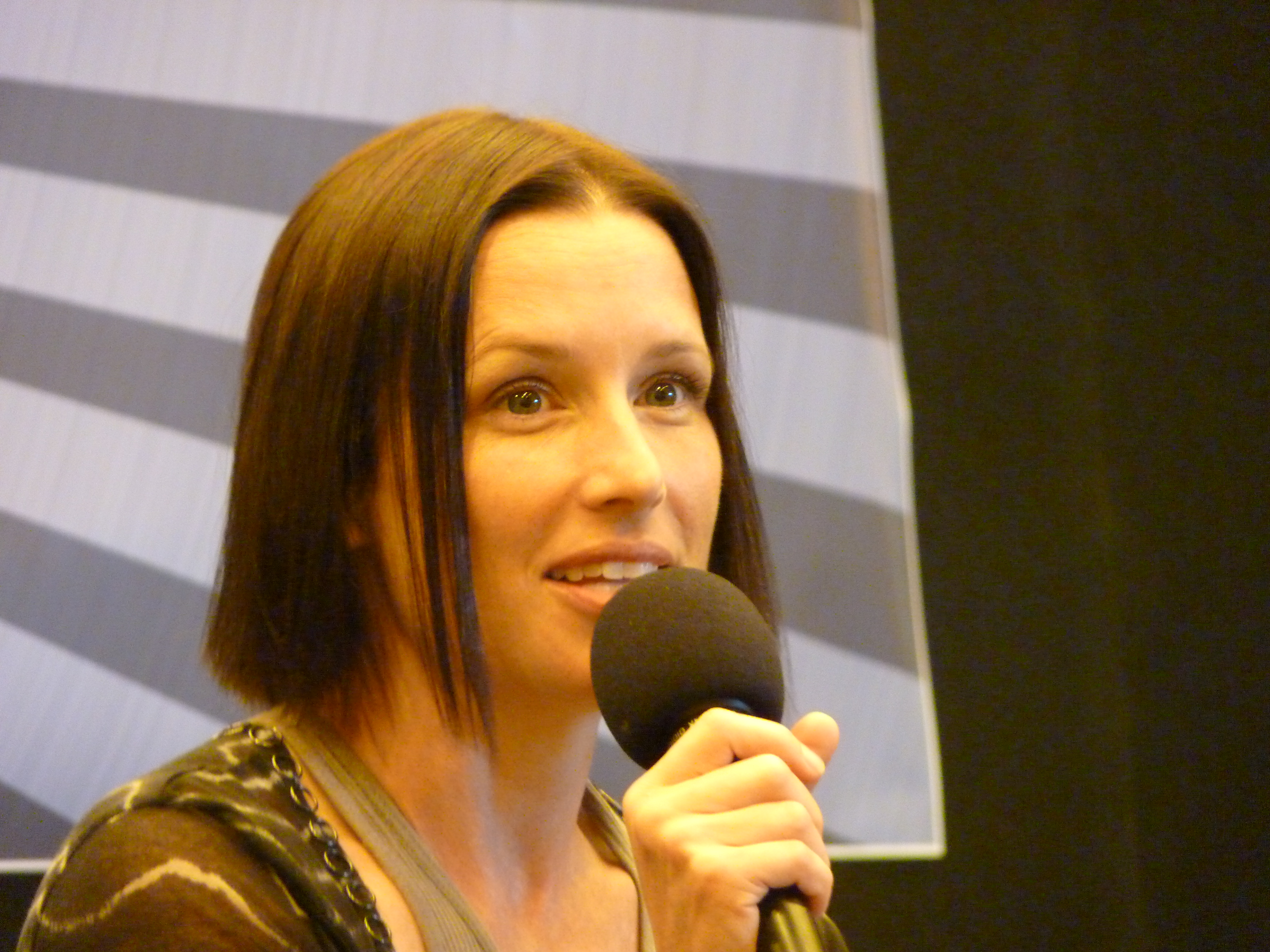
Шони Смит на San Diego Comic-Con International в 2011 году

Смит позже призналась, что ей было страшно во время просмотра фильмов «Пила», или других фильмов ужасов в целом. В 2006 году Смит выступила в десяти-минутном короткометражном фильме трейлера, предстоящего фильма «Рипо! Генетическая опера», режиссёра Даррена Линна Боусмена. В этом фильме Смит должна была сыграть роль Хизер, дочери президента корпорации «Генко», Ротти Ларго (его сыграл Пол Сорвино). Трейлер был снят в Торонто, Онтарио, и являлся адаптацией из сценической версии фильма. Вскоре Боусмен объявил, что Смит не будет играть роль Хизер и в итоге роль ушла к Пэрис Хилтон, а имя персонажа было изменено на Эмбер.
В 2008 году Смит сыграла детектива Джину Харкорт в оригинальной серии телесериала «30 дней ночи: Прах к праху», в котором она также выступила в роли продюсера. Премьера состоялась 17 июля 2008 года на сайте FEARnet.com, продолжительностью 4—6 минут видеоролика. Эта серия является продолжением первой интернет-серии «30 дней ночи: Кровавые тропы». Он по-прежнему доступен на сайте FEARnet.com и может также рассматриваться в полном объеме (около 30 минут).
Смит была ведущей и одной из трёх наставников реалити-шоу «Scream Queens», которое выходило в эфир с 20 октября 2008 по 8 декабря 2008, на канале VH1. В январе 2010 года было объявлено, что Смит не вернётся в качестве ведущей и наставника во 2-й сезон, из-за конфликтов планирования, она была заменена на Джейми Кинг.
В 2009 году Шони сыграла роль доктора Энн Салливан, детского психиатра, в третьей части серии фильмов «Проклятие», «Проклятие 3», премьера фильма состоялась в мае 2009 года. После она появилась в качестве приглашённой звезды в телесериале канала ABC, «Втайне от родителей» и в телесериале «Закон и порядок: Лос-Анджелес», 29 сентября 2010 года. Одна из последних её крупных работ на телевидении, роль Дженнифер Гудсон, жены Чарли Шина в телесериале канала FX, «Управление гневом» (2012—2014).

### Музыка
Наряду с актёрской деятельностью Шони Смит также занимается музыкой, играет на гитаре, фортепиано, барабанах и поёт. Она внесла большой вклад в саундтрек фильма «Пила 3» (2006), с песней «Убийца внутри» и в саундтрек фильма «Catacombs», в качестве сольной вокалистки с песней «Радовать себя». 

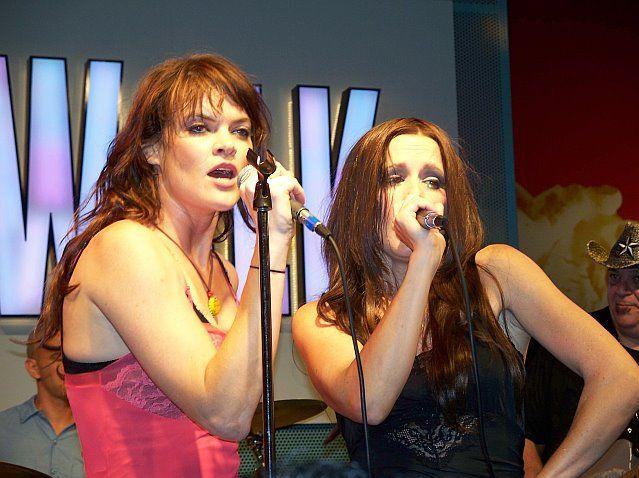
Шони Смит с Мисси Пайл на музыкальном выступлении в 2008 году

Её голос также прозвучал в фильме «Карнавал душ» (1998), где её героиня Сандра исполнила джазовую композицию под названием «Я боюсь». Смит также была солисткой панк/метал группы «Fydolla Хо», в начале 2000-х годов. Группа выпустила свой дебютный полноформатный альбом «Untied», в декабре 2001 года. Группа официально распалась в 2004 году.
После Смит начала работать над сольной карьерой в 2004 году с продюсером Крисом Госсом, но проект не был завершен. В интервью журналу «Radio Free», в октябре 2005 года она заявила: 

Между тем чтобы быть мамой и работать есть большая разница, и когда у тебя растет ещё не один, а два ребёнка, поэтому у меня не было времени уделять внимание музыке некоторое время.
Она также была участницей кантри-группы «Smith & Pyle», вместе с актрисой Мисси Пайл. Они познакомились во время съёмок в комедийном проекте под названием «Traveling in Packs». Группа начала свою работу после того, как Смит предложила Пайл, присоединиться к ней в посещении долины музыки Коачелла и фестиваля искусств. Их первый альбом, «It’s OK to Be Happy», был выпущен в цифровом виде через программу iTunes и Amazon.com, в июле 2008 года.
Дебютный альбом был записан в национальном парке Joshua Tree, Калифорния и произведён Крисом Госсом. Смит и Пайл стали бизнес-партнёрами и сформировали свой собственный Лейбл, под названием «Urban Prairie Records». Дуэт распался в 2011 году, перед выходом второго альбома. В интервью для телесериала «Управление гневом» в 2013 году она заявила, что достигла точки, где хотела сосредоточиться на воспитании своих детей и телевизионной карьере.

## Личная жизнь
Шони Смит имеет троих детей: дочь Верв Репосар (род. в 1999 году), от первого брака с фотографом Джейсоном Репосаром (1998—2003) и сына Джексона Маттуна (род. 12 декабря 2005 года), от её второго брака с музыкантом Каем Маттуном (2005—2006). Её второй сын по имени Лиам родился в марте 2010 года.
Двое её старших детей были представлены в дебютном, сольном альбоме Смит «It’s OK to be Happy, Smith & Pyle», в 2008 году. Как сообщалось в комментариях на DVD, во время съёмок фильма «Пила 2», Шони Смит была беременной своим вторым ребёнком.
Шони Смит и Джейсон Репосар развелись в 2003 году, во время отпуска в Шотландии. Вторая версия песни «Sugar», в исполнении её бывшей кантри-рок-группы, была написана Смит после развода с Репосаром. Она описывает эту песню как распад в личной жизни и она достаточно сильно отличается от версии песни «I Wish You Were Dead».
Смит является новообращённой прихожанкой Православной Церкви в Америке и находится в процессе создания документального фильма о её преобразовании и других аспектах православия, под названием «Orthodoxy: A Love Story».

## Фильмография

### Кино
| Год  |   | Русское название            | Оригинальное название     | Роль               |
| ---- | - | --------------------------- | ------------------------- | ------------------ |
| 1982 | ф | Энни                        | Annie                     | танцовщица         |
| 1986 | ф | Железный орёл               | Iron Eagle                | Джоуни             |
| 1987 | ф | Летняя школа                | Summer School             | Ронда Альтобелло   |
| 1988 | ф | Я видел, что ты сделал      | I Saw What You Did        | Ким Филдинг        |
| 1988 | ф | Капля                       | The Blob                  | Мег Пенни          |
| 1989 | ф | Кто такой Гарри Крамб?      | Who’s Harry Crumb?        | Никки Даунинг      |
| 1990 | ф | Часы отчаяния               | Desperate Hours           | Мэй Корнелл        |
| 1995 | ф | Покидая Лас-Вегас           | Leaving Las Vegas         | байкерша           |
| 1995 | ф | Собачья жизнь               | The Low Life              | бездомная женщина  |
| 1996 | ф | Взрывной эффект             | Bombshell                 | Шелли              |
| 1996 | ф | Женская извращённость       | Female Perversions        | проститутка        |
| 1997 | ф | У каждой собаки свой день   | Every Dog Has Its Day     | Рэдхэд             |
| 1997 | ф | Спецназ                     | Dead Men Can't Dance      | сержант Эдди Купер |
| 1997 | ф | Догтаун                     | Dogtown                   | Тэмми Хейс         |
| 1997 | ф | Нимфомания                  | Men                       | Клара              |
| 1998 | ф | Армагеддон                  | Armageddon                | Рэдхэд             |
| 1998 | ф | Карнавал душ                | Carnival of Souls         | Сандра Грант       |
| 1998 | ф | Разрушители вечеринки       | The Party Crashers        | Кэролин            |
| 1999 | ф | Жизнь по наклонной          | A Slipping-Down Life      | Фэй-Джин Линдсей   |
| 1999 | ф | Завтрак для чемпионов       | Breakfast of Champions    | Бонни МакМахон     |
| 2000 | ф | Пальчики оближешь           | Eat Your Heart Out        | Николь             |
| 2002 | ф | Никогда не вылезай из лодки | Never Get Outta the Boat  | Доун               |
| 2004 | ф | Пила: Игра на выживание     | Saw                       | Аманда Янг         |
| 2004 | ф | Почти парень                | The Almost Guys           | Биггер             |
| 2005 | ф | Остров                      | The Island                | Сьюзи              |
| 2005 | ф | Пила 2                      | Saw II                    | Аманда Янг         |
| 2006 | ф | Пила 3                      | Saw III                   | Аманда Янг         |
| 2007 | ф | Пила 4                      | Saw IV                    | Аманда Янг         |
| 2008 | ф | Пила 5                      | Saw V                     | Аманда Янг         |
| 2009 | ф | Проклятие 3                 | The Grudge 3              | Доктор Салливан    |
| 2009 | ф | Пила 6                      | Saw VI                    | Аманда Янг         |
| 2010 | ф | Скорость убийства           | Kill Speed                | Мэди               |
| 2010 | ф | Пила 3D                     | Saw 3D                    | Аманда Янг         |
| 2013 | ф | Машина Джейн Мэнсфилд       | Jayne Mansfield's Car     | Викки Колдуэлл     |
| 2013 | ф | Грейс акустическая          | Grace Unplugged           | Мишель Трей        |
| 2016 | ф | Восход Саванны              | Savanhan Sunrise          | Джой               |
| 2016 | ф | Верить                      | Believe                   | доктор Нэнси Уилс  |
| 2021 | ф | Рождество против Уолтерсов  | Christmas vs. the Walters | Дайан Уолтерс      |
| 2023 | ф | Пила X                      | Saw X                     | Аманда Янг         |
| 2024 | ф | Потрошитель: Наследие       | Bloodline Killer          | Мойра Коул         |

### Телевидение
| Год       |     | Русское название              | Оригинальное название                    | Роль                     |
| --------- | --- | ----------------------------- | ---------------------------------------- | ------------------------ |
| 1984      | с   | Серебряные ложки              | Silver Spoons                            | Тауни                    |
| 1985      | тф  | Не мой ребёнок                | Not My Kid                               | Кэрол                    |
| 1985      | с   | Твой ход                      | It's Your Move                           | Бренда                   |
| 1985      | с   | Кегни и Лейси                 | Cagney & Lacey                           | Имя персонажа неизвестно |
| 1985      | тф  | Невинное преступление         | Crime of Innocence                       | Джоди Хейворд            |
| 1986      | с   | Всё прощено                   | All Is Forgiven                          | Соня Рассел              |
| 1986      | тф  | Лёгкая добыча                 | Easy Prey                                | Тина Мари Рисико         |
| 1988      | тф  | Пырей                         | Bluegrass                                | Элис Гиббс               |
| 1989—1990 | с   | Бренд новой жизни             | A Brand New Life                         | Аманда Гиббонс           |
| 1990      | мтф | Лаки / Шансы                  | Lucky / Chances                          | олимпийская чемпионка    |
| 1993      | с   | Она написала убийство         | Murder, She Wrote                        | Джилл Кливленд           |
| 1994      | мтф | Противостояние                | The Stand                                | Джули Лоури              |
| 1994      | с   | Секретные материалы           | The X-Files                              | Джесси О`Нил             |
| 1996      | тф  | Лицо зла                      | Face of Evil                             | Джанель Полк             |
| 1997      | тф  | Что-то заимствованное         | Something Borrowed                       | Тэри                     |
| 1997      | с   | Арсенио                       | Arsenio                                  | Лаура Лауман             |
| 1997      | мтф | Сияние                        | The Shining                              | официантка               |
| 1997—1998 | с   | Шоу Тома                      | The Tom Show                             | Флоренс Мэдисон          |
| 1998      | с   | Игроки                        | Players                                  | Лила                     |
| 1998      | тф  | В одно и то же время          | Twice Upon a Time                        | Мэгги Фаулер             |
| 1998—2004 | с   | Фирменный рецепт              | Becker                                   | Линда Беккер             |
| 2003      | мс  | Ким Пять-с-Плюсом             | Kim Possible                             | Вивиан Портер            |
| 2005      | тф  | Вашингтон-стрит               | Washington Street                        | Джесси                   |
| 2007      | тф  | На грани риска                | Secrets of an Undercover Wife            | Лиза Уайлдер             |
| 2008      | с   | 30 дней ночи: Прах к праху    | 30 Days of Night: Dust to Dust           | детектив Джина Харкорт   |
| 2010      | с   | Втайне от родителей           | The Secret Life of the American Teenager | Кэрри                    |
| 2010      | с   | Закон и порядок: Лос-Анджелес | Law & Order: Los Angeles                 | Труди Сеннетт            |
| 2012—2014 | с   | Управление гневом             | Anger Management                         | Дженнифер Гудсон         |

## Продюсер
- 2008 — «30 дней ночи: Прах к праху[англ.]»

## Видеоигры
| Год  | Название                    | Персонаж                      | Примечания  |
| ---- | --------------------------- | ----------------------------- | ----------- |
| 2002 | Grand Theft Auto: Vice City | Fever 105 Female Imager       | озвучивание |
| 2012 | Lollipop Chainsaw           | Маришка — Королева психоделии | озвучивание |

## Дискография
Альбомы
- «Vial, Fydolla Ho» — (4-track Demo CD,unknown year)
- «United, Fydolla Ho» — (2001)
- «It’s OK to be Happy, Smith & Pyle» — (2008)

## Награды и номинации
Список приведён в соответствии с данными сайта IMDb.com.
| Награда                | Год  | Категория                                             | Работа                            | Результат |
| ---------------------- | ---- | ----------------------------------------------------- | --------------------------------- | --------- |
| Drama-Logue Award      | 1985 | Лучшая актриса                                        | Джиллиан на её 37-й День Рождения | Победа    |
| Young Artist Awards    | 1987 | Лучшая молодая актриса в главной роли в телепрограмме | Невинное преступление             | Номинация |
| Young Artist Awards    | 1989 | Лучшая молодая актриса                                | Капля                             | Номинация |
| Scream Awards          | 2007 | Лучший злодей                                         | Пила 3                            | Номинация |
| Chiller-Eyegore Awards | 2007 | Лучшая актриса                                        | Пила 3                            | Победа    |